# Pozniaky (stacja metra)
Pozniaky (ukr. Позняки) – jedna ze stacji kijowskiego metra na linii Syrećko-Peczerśka. Została otwarta 28 grudnia 1994.
Stacja Pozniaky posiada 2 wejścia. Znajduje się na skrzyżowaniu Alei Bażana Mykoły i Alei Petra Hryhorenki w dzielnicy Pozniaky.